# Benoît Hamon
Benoît Hamon (født 26. juni 1967) er en socialistisk fransk politiker. Han repræsenterer Parti Socialiste og sad i Europaparlamentet fra 2004 til 2009. I Europaparlamentet var han med i De Europæiske Socialdemokrater.
Benoît Hamon blev 2. april 2014 udnævnt til Minister for undervisning, forskning og videregående uddannelser, en post han overtog efter Vincent Peillon.
Hamon grundlagde den socialistiske ungdomsorganisation Mouvement des jeunes socialistes i 1993. Han har ledet den frem indtil i 1995. Han blev derefter rådgiver for Lionel Jospin frem til 1997, da han gik over til en stilling som rådgiver for arbejds- og solidaritetsminister Martine Aubry. Hamon var rådgiver for Aubry frem til 2000.
I 2001 blev han valgt ind i bystyret i Brétigny-sur-Orge, før han i 2004 blev valgt til Europaparlamentet. 
Hamon markerede sig som modstander af EU's forfatningstraktat.
Hamon har bestridt stillingen som nationalsekretær i Parti socialiste. På europæisk niveau sidder Hamon i kommissionen for økonomiske sager og pengepolitik. Han er også næstleder i kommissionen for relationer til USA.
Den 29. januar 2017 vandt Hamon primærvalget om at blive socialisternes præsidentkandidat ved præsidentvalget i april og maj 2017.